# Belgien i olympiska sommarspelen 2024
Belgien deltog vid olympiska sommarspelen 2024 i Paris från 26 juli till 11 augusti 2024. Sedan landets debut 1900 har belgiska idrottare medverkat i varje upplaga av de olympiska sommarspelen förutom 1904 års upplaga.

## Medaljörer
| Medalj | Namn                  | Sport     | Gren                | Datum      |
| ------ | --------------------- | --------- | ------------------- | ---------- |
| Guld   | Remco Evenepoel       | Cykling   | Herrarnas tempolopp | 27 juli    |
| Guld   | Remco Evenepoel       | Cykling   | Herrarnas linjelopp | 3 augusti  |
| Guld   | Nafissatou Thiam      | Friidrott | Damernas sjukamp    | 9 augusti  |
| Silver | Bashir Abdi           | Friidrott | Herrarnas maraton   | 10 augusti |
| Brons  | Wout van Aert         | Cykling   | Herrarnas tempolopp | 27 juli    |
| Brons  | Gabriella Willems     | Judo      | Damernas 70 kg      | 31 juli    |
| Brons  | Lotte Kopecky         | Cykling   | Damernas linjelopp  | 4 augusti  |
| Brons  | Fabio Van den Bossche | Cykling   | Herrarnas omnium    | 8 augusti  |
| Brons  | Noor Vidts            | Friidrott | Damernas sjukamp    | 9 augusti  |
| Brons  | Sarah Chaâri          | Taekwondo | Damernas 67 kg      | 9 augusti  |

## Ridsport
Belgien kvalificerade sitt lag till dressyrtävlingen genom att sluta 8:a vid Europamästerskap i dressyr 2023 i Riesenbeck, Tyskland och där igenom säkra en av de tre kvalplatserna som stod på spel genom att sex av de topp 8 placerade lagen redan var kvalificerade till OS. Belgien kvalificerade ett lag till fälttävlan  genom att sluta 7:a vid EM 2023 i Le Pin-au-Haras, Frankrike och säkreade en av de två kvalplatserna. Belgien kvalificerade ett lag till hopptävlingen genom att vinna guldmedaljen i Jumping Nations Cup-finalen 2022 i Barcelona, Spanien.

### Dressyr
Lag om tre ekipage, samt tre individuella platser:
| Ryttare                                        | Häst                           | Gren         | Grand Prix | Grand Prix | Grand Prix Special | Grand Prix Special | Grand Prix Freestyle | Grand Prix Freestyle | Totalt  | Totalt    |
| Ryttare                                        | Häst                           | Gren         | Poäng      | Placering  | Poäng              | Placering          | Tekniskt             | Artistiskt           | Poäng   | Placering |
| ---------------------------------------------- | ------------------------------ | ------------ | ---------- | ---------- | ------------------ | ------------------ | -------------------- | -------------------- | ------- | --------- |
| Flore De Winne                                 | Flynn FRH                      | Individuellt | 73,028     | 19         | —                  | —                  | Gick inte vidare     | Gick inte vidare     | 73,028  | 19        |
| Domien Michiels                                | Intermezzo Van Het Meerdaalhof | Individuellt | 72,531     | 22         | —                  | —                  | Gick inte vidare     | Gick inte vidare     | 72,531  | 22        |
| Larissa Pauluis                                | Flambeau                       | Individuellt | 72,127     | 23         | —                  | —                  | Gick inte vidare     | Gick inte vidare     | 72,127  | 23        |
| Flore De Winne Domien Michiels Larissa Pauluis | Se ovan                        | Lagtävling   | 217,686    | 6 Q        | 215,714            | 5                  | —                    | —                    | 215,714 | 5         |

Domien Michiels blev senare diskvalificerad i den individuella dressyren av International Testing Agency efter att brutit mot dopingreglerna och testat positivt för en förbjuden substans.

### Fälttävlan
Lag om tre ekipage, samt tre individuella platser:
| Tävlande                                      | Häst                      | Gren         | Dressyr | Dressyr   | Terrängbana | Terrängbana | Terrängbana | Hoppning | Hoppning | Hoppning  | Hoppning         | Hoppning         | Hoppning         | Totalt           | Totalt    |
| Tävlande                                      | Häst                      | Gren         | Dressyr | Dressyr   | Terrängbana | Terrängbana | Terrängbana | Kval     | Kval     | Kval      | Final            | Final            | Final            | Totalt           | Totalt    |
| Tävlande                                      | Häst                      | Gren         | Straff  | Placering | Straff      | Totalt      | Placering   | Straff   | Totalt   | Placering | Straff           | Totalt           | Placering        | Straff           | Placering |
| --------------------------------------------- | ------------------------- | ------------ | ------- | --------- | ----------- | ----------- | ----------- | -------- | -------- | --------- | ---------------- | ---------------- | ---------------- | ---------------- | --------- |
| Lara de Liedekerke                            | Origi                     | Individuellt | 30,00   | 23        | 1,20        | 31,20       | 13          | 4,40     | 35,60    | 17 Q      | 0,00             | 35,60            | 13               | 35,60            | 13        |
| Karin Donckers                                | Leipheimer van't Verahof  | Individuellt | 26,60   | 13        | 7,20        | 33,80       | 21          | 4,00     | 37,80    | 18 Q      | 0,40             | 38,20            | 16               | 38,20            | 16        |
| Tine Magnus                                   | Dia van het Lichterveld Z | Individuellt | 44,00   | 61        | 2,00        | 46,00       | 34          | 4,00     | 50,00    | 28        | Gick inte vidare | Gick inte vidare | Gick inte vidare | Gick inte vidare | 28        |
| Lara de Liedekerke Karin Donckers Tine Magnus | Se ovan                   | Lagtävling   | 100,60  | 10        | 10,40       | 111,00      | 5           | 12,40    | 123,40   | 4         | —                | —                | —                | 123,40           | 4         |

Det belgiska laget blev diskvalificerade från lagtävlingen i fälttävlan efter att en förbjuden substans påträffats i Tine Magnus häst.

### Hoppning
Lag om tre ekipage, samt tre individuella platser:
| Ryttare                                 | Häst                                                 | Gren         | Kval   | Kval      | Final            | Final            | Final            |
| Ryttare                                 | Häst                                                 | Gren         | Straff | Placering | Straff           | Tid              | Placering        |
| --------------------------------------- | ---------------------------------------------------- | ------------ | ------ | --------- | ---------------- | ---------------- | ---------------- |
| Jérôme Guéry                            | Quel Homme de Hus                                    | Individuellt | 4      | 35        | Gick inte vidare | Gick inte vidare | Gick inte vidare |
| Gilles Thomas                           | Ermitage Kalone                                      | Individuellt | 0      | 15 Q      | 8                | 83,95            | 20               |
| Gregory Wathelet                        | Bond Jamesbond de Hay                                | Individuellt | 4      | 23 Q      | 8                | 78,76            | 15               |
| Jérôme Guéry Gilles Thomas Wilm Vermeir | Quel Homme de Hus Ermitage Kalone IQ van 't Steentje | Lagtävling   | 8      | 4 Q       | 20               | 234,82           | 8                |

## Simning
| Idrottare         | Gren                     | Heat         | Heat      | Semifinal  | Semifinal | Final            | Final            |
| Idrottare         | Gren                     | Tid          | Placering | Tid        | Placering | Tid              | Placering        |
| ----------------- | ------------------------ | ------------ | --------- | ---------- | --------- | ---------------- | ---------------- |
| Lucas Henveaux    | Herrarnas 200 m frisim   | 1.46,04 0NR0 | 3 Q       | 1.46,20    | 11        | Gick inte vidare | Gick inte vidare |
| Lucas Henveaux    | Herrarnas 400 m frisim   | 3.46,76      | 12        | —          | —         | Gick inte vidare | Gick inte vidare |
| Lucas Henveaux    | Herrarnas 800 m frisim   | 7,51m51 0NR0 | 19        | —          | —         | Gick inte vidare | Gick inte vidare |
| Valentine Dumont  | Damernas 200 m frisim    | 1.57,50      | 12 Q      | 1.57,50    | 13        | Gick inte vidare | Gick inte vidare |
| Valentine Dumont  | Damernas 400 m frisim    | 4.08,25      | 12        | —          | —         | Gick inte vidare | Gick inte vidare |
| Florine Gaspard   | Damernas 50 m frisim     | 24,69        | 14 Q      | 24,82      | 15        | Gick inte vidare | Gick inte vidare |
| Roos Vanotterdijk | Damernas 100 m ryggsim   | 59,68        | 9 Q       | 59,86      | 10        | Gick inte vidare | Gick inte vidare |
| Roos Vanotterdijk | Damernas 100 m fjärilsim | 57,54        | 10 Q      | 57,25 0NR0 | 10        | Gick inte vidare | Gick inte vidare |